# Episodi de I misteri di Laura
La prima stagione della serie televisiva I misteri di Laura è stata trasmessa prima visione assoluta in Italia da Canale 5 dal 27 ottobre 2015 al 7 dicembre 2015.
| nº | Titolo                             | Prima TV Italia  |
| -- | ---------------------------------- | ---------------- |
| 1  | Il mistero della stanza blindata   | 27 ottobre 2015  |
| 2  | Il mistero del pappagallo azzurro  | 3 novembre 2015  |
| 3  | Il mistero della scena del crimine | 9 novembre 2015  |
| 4  | Il mistero del delitto annunciato  | 10 novembre 2015 |
| 5  | Il mistero dell'alibi perfetto     | 17 novembre 2015 |
| 6  | Il mistero del colonnello          | 23 novembre 2015 |
| 7  | Il mistero della dama rossa        | 1º dicembre 2015 |
| 8  | Il mistero dell'uomo senza passato | 7 dicembre 2015  |

## Il mistero della stanza blindata
- Diretto da: Alberto Ferrari
- Scritto da: Carlo Mazzotta

### Trama
Laura Moretti è un'ispettrice di polizia tanto geniale quanto inguaiata. Si è appena separata dal marito Iacopo, poliziotto nello stesso commissariato, dopo che lui l'ha tradita e si barcamena per conciliare il suo lavoro impegnativo con l'essere madre di tre figli, fra cui due gemelli pestiferi di 8 anni. Laura dovrà risolvere il mistero di un uomo ucciso in una stanza chiusa.
- Ascolti Italia: telespettatori 3 985 000 - share 15,84%[1]

## Il mistero del pappagallo azzurro
- Diretto da: Alberto Ferrari

### Trama
Laura e Matteo, che ormai fanno coppia fissa sul lavoro, vengono chiamati per indagare su un caso di avvelenamento: un famoso chef è morto dopo aver bevuto un bicchiere di latte di mandorla. Nel frattempo Lidia, la donna con cui Iacopo ha tradito Laura, cerca di riavvicinarsi a lui, che invece vuole riconquistare la moglie, mentre Matteo finge di essere fidanzato con Laura per sfuggire ad una ex un po' troppo invadente. Allegra intanto, prepara una sorpresa per cercare di ricongiungere il padre e la madre.
- Ascolti Italia: telespettatori 2 613 000 - share 10,26%[2]

## Il mistero della scena del crimine
- Diretto da: Alberto Ferrari
- Scritto da: Uski Audino

### Trama
A causa della chiusura della scuola, Laura è costretta a portare i gemelli con sé a lavoro sulla scena di un crimine, un teatro, perché la protagonista della pièce è stata assassinata durante la prova generale.

## Il mistero del delitto annunciato
- Diretto da: Alberto Ferrari
- Scritto da: Riccardo Mazza

### Trama
Laura è eccitata all'idea che stia arrivando la festa della luna piena, una tradizionale festa di famiglia, ma nessuno dei suoi figli ne sembra contento. Laura sospetta che i ragazzi siano tristi perché, per la prima volta, la festa sarà senza Iacopo. Nel frattempo, a pochi giorni dall'inizio del torneo nazionale di tennis organizzato a Torino, un killer uccide la guardia del corpo di una tennista.

## Il mistero dell'alibi perfetto
- Diretto da: Alberto Ferrari

### Trama
Uno scacchista di grande fama viene pugnalato a morte durante un incontro clandestino con la sua amante. In preda al panico, la donna fugge via, facendo inevitabilmente ricadere i sospetti su di lei. Nonostante i gravi indizi a suo carico, però, Laura è convinta dell'innocenza della donna.

## Il mistero del colonnello
- Diretto da: Alberto Ferrari

### Trama
Ignara del fatto che Matteo abbia letto la sua dichiarazione d'amore virtuale, Laura si è presa qualche giorno di vacanza soltanto per sé, lontana dal commissariato e dai figli ed è andata alle terme, in un piccolo paese vicino a Torino. Il caso vuole che, proprio nell'albergo termale in cui è appena arrivata, venga commesso un delitto. Il programma di Laura di qualche giorno di relax salta. Iacopo le chiede di indagare sull'omicidio e le invia proprio Matteo per affiancarla nelle indagini.

## Il mistero della dama rossa
- Diretto da: Alberto Ferrari

### Trama
Gemma, la mamma di Laura, si sta per sposare e, durante i giorni del matrimonio, lei e il futuro sposo saranno ospiti a casa della figlia. Laura si ritrova in una difficile situazione: non ha ancora rivelato alla madre di essersi separata da Iacopo e non vuole dirglielo proprio alla vigilia del suo matrimonio, rischiando di rovinarle la festa. Intanto, durante la cerimonia in chiesa, un vecchio zio di Laura viene assassinato.

## Il mistero dell'uomo senza passato
- Diretto da: Alberto Ferrari

### Trama
Un uomo ferito arriva in commissariato, dichiarando che qualcuno ha tentato di ucciderlo, anche se non ricorda nulla, neanche il suo nome. Con i pochi indizi che ha a disposizione, Laura deve risalire alla sua identità. Intanto, Iacopo parte per Lione, dove forse si trasferirà per lavoro, mentre Laura deve decidere se firmare il trasferimento alla questura di Palermo di Matteo.